# Kamille
Camille Angelina Purcell,(29 de Julho de 1988) conhecida profissionalmente como Kamille, é uma cantora, compositora e produtora musical inglesa. Ela se consolidou como uma das compositoras de maior sucesso do Reino Unido, e ganhou vários prêmios por seu trabalho, incluindo um BRIT Award, 2 Grammy Awards, um Music Week Women in Music Award e um Ivor Novello - tornando-se a mais jovem mulher negra a receber o prestigioso prêmio "Outstanding Song Collection". Suas contribuições de co-escrita e co-produção de Kamille acumularam mais de 10 bilhões de streams, bem como mais de 30 certificações de platina no Reino Unido, 6 singles nº 1 no Reino Unido, mais de 20 singles no top 10 do Reino Unido, singles nº 1 em mais de 15 países e centenas de horas de transmissão em rádios ao redor do mundo. Ela também acumulou mais de 117 milhões de streams como artista.
Como compositora, Camille escreveu vários singles número 1 no Reino Unido e ainda participou de vários álbuns que receberam o certificado de platina. Seus créditos como compositora contribuíram para mais de 3 bilhões de streams do Spotify e mais de 3 bilhões de visualizações no YouTube apenas em videoclipes oficiais.
Ela está atualmente trabalhando e possui músicas compostas para Sam Smith, Rihanna, Anne-Marie, Rita Ora, Stormzy, Dua Lipa, Zara Larsson, Jess Glynne, Clean Bandit, Jax Jones, Marina and the Diamonds, Timbaland, Kranium e dentre outros artistas.
Em janeiro de 2019, Kamille co-escreveu a letra de "Don’t Call Me Up" para Mabel, que gravou com participação vocal de Steve Mac.
Como artista solo, ela lançou o extended play "My Head's a Mess" em novembro de 2017, seguido pelo single "Emotional" em maio de 2018; este single foi lançado recentemente como um remix com vocais adicionais dos rappers britânicos Stefflon Don e Chip. Ela apareceu como artista nas músicas "More than Words" de Little Mix, "Go Deep" do grupo Gorgon City e também "Get Some" de Ghosted.
Camille é descendente de jamaicanos e cubanos e começou a cantar desde os três anos. A igreja fez parte de sua vida desde muito nova, e ela se envolveu fortemente com o coral gospel juvenil, aprendendo sobre harmonias, melodia e tom. Sua família adorava música, e o início da criação de Camille foi influenciado por artistas como Stevie Wonder, Michael Jackson, Bob Marley e Earth, Wind & Fire, bem como outros famosos artistas da Motown e R&B contemporâneo.
Em março de 2021, Kamille ganhou o seu primeiro prêmio Grammy Award por sua participação na criação do álbum "Future Nostalgia" da cantora Dua Lipa, que ganhou na categoria de "Melhor Álbum Vocal de Pop'', no Grammy Awards de 2021. Em fevereiro de 2024, Kamille recebeu seu segundo prêmio Grammy por contribuições para o álbum de estúdio de Fred Again , Actual Life 3 (1 de janeiro a 9 de setembro de 2022), que ganhou o prêmio de Melhor Álbum Dance/Eletrônico.

## Trabalho com Little Mix
Ela é uma amiga próxima e colaboradora frequente do grupo feminino britânico Little Mix, para quem escreveu em média 22 faixas, incluindo os sucessos Black Magic.
Em 2013, ela co-escreveu três letras de músicas inéditas para o segundo álbum de estúdio do grupo, que leva o título de Salute.
Em 2015, co-escreveu seis letras de músicas para o álbum Get Weird, que incluem os grandes sucessos: Black Magic, Hair e a Love Me Like You. Para o mesmo disco, ela também escreveu sozinha duas letras inéditas, que são as músicas: "The End" e "The Beginning".
Em 2016, ajudou na co-escrita na letra de cinco canções presentes no álbum Glory Days, incluindo os sucessos Power e Shout Out to My Ex, este último ganhando o Brit Awards de Melhor Single Britânico em 2017.
Em 2018, ela ajudou a co-escrever sete canções do álbum LM5.

Em 2020, co-escreveu sete canções presentes no álbum Confetti, incluindo as canções singles Break Up Song e Holiday.